# Taxandria cvo Turnhout
Het CVO EduKempen Turnhout is een centrum voor volwassenenonderwijs (CVO) van het GO! Onderwijs van de Vlaamse Gemeenschap met een hoofdvestigingsplaats in Turnhout en bijkomende vestigingsplaatsen in de omliggende gemeenten Balen,Brecht, Edegem, Herentals, Hoogstraten, Malle, Merksplas, Zandhoven en Zoersel. 

## Opleidingsaanbod
Het centrum biedt opleidingen aan in 8 studiegebieden in het secundair volwassenenonderwijs:
- Bouw
- Handel
- Huishoudelijk onderwijs

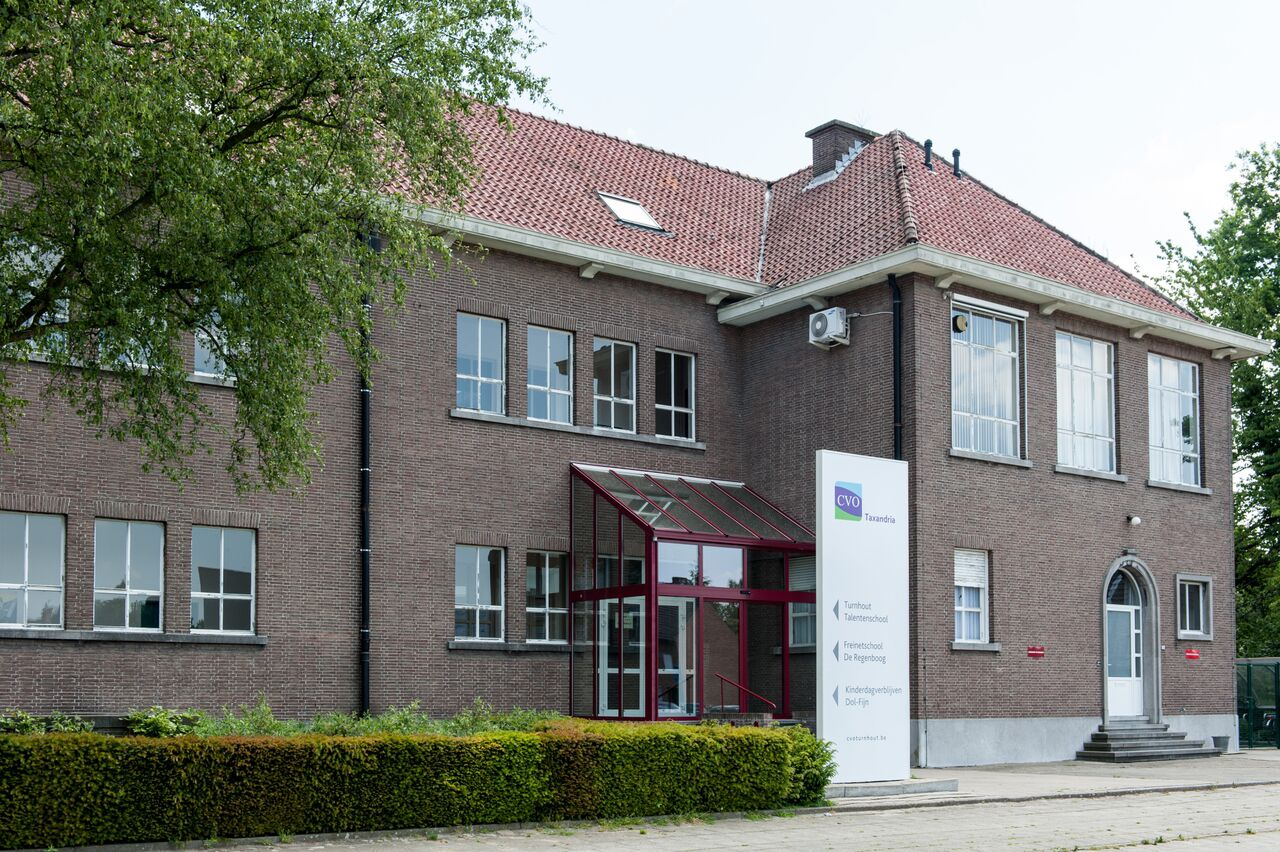
Campus Boomgaardstraat

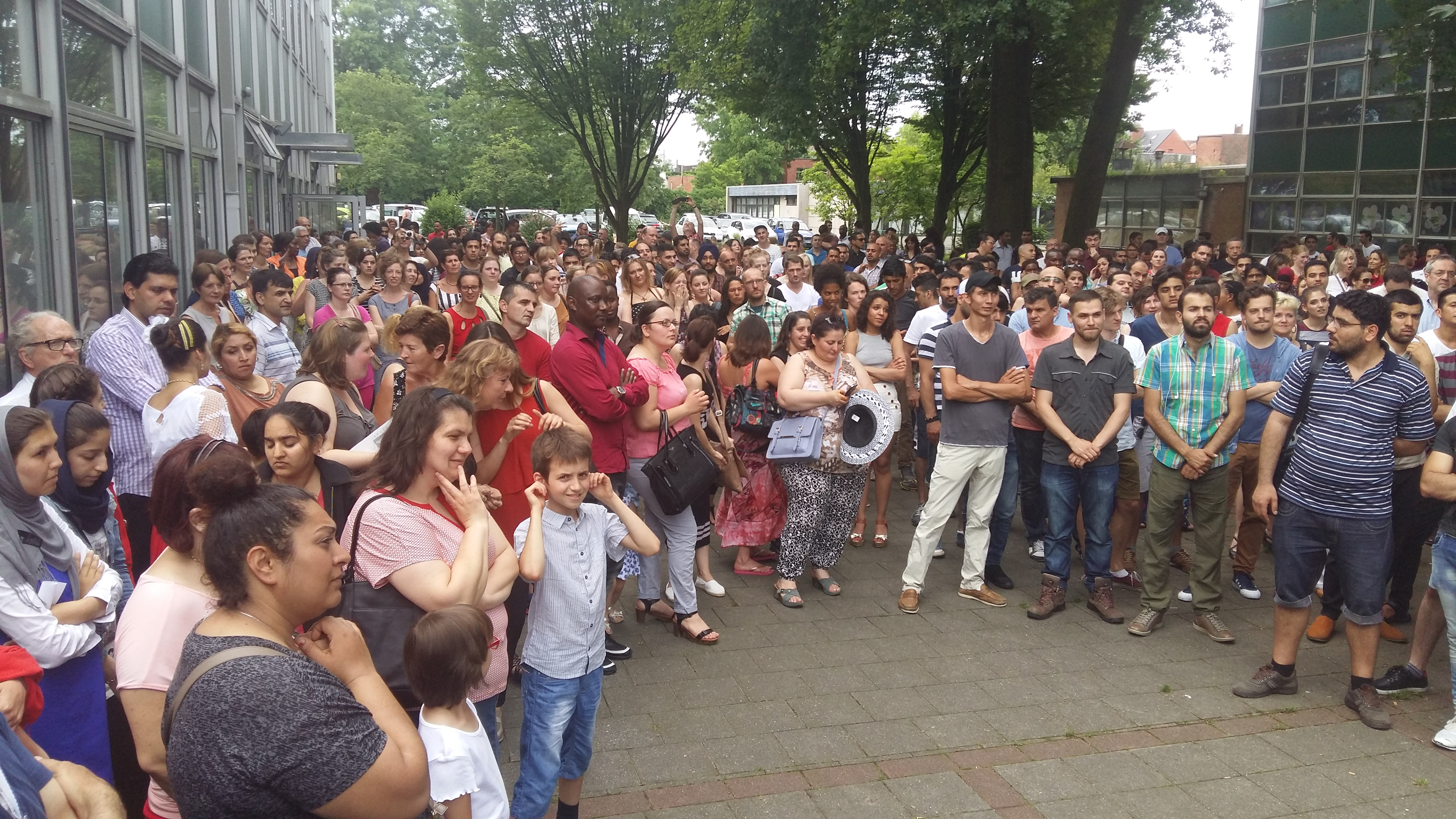
Campus Begijnenstraat

- Informatie- en communicatietechnologie
- Nederlands als tweede taal (NT2)
- Talen
- Toerisme
- Voeding

Het onderwijs wordt georganiseerd in overeenstemming met de bepalingen in het decreet Volwassenenonderwijs van 15 juni 2007.
Op 1 september 2018 fusioneerde het Taxandria cvo Turnhout met het CVO Horito en CVO Kempen tot vorming van het CVO EduKempen.